# 阿尔芒库尔
阿尔芒库尔（法語：Armancourt，法語發音：[aʁmɑ̃kuʁ]）是法国瓦兹省的一个市镇，属于贡比涅区。

## 地理
阿尔芒库尔（49°22'23"N, 2°45'52"E）面积2.03 平方千米，位于法国上法蘭西大區瓦兹省，该省份为法国北部内陆省份，北起索姆省，西接厄尔省和滨海塞纳省，南至塞纳-马恩省和瓦兹河谷省，东临埃纳省。
与阿尔芒库尔接壤的市镇（或旧市镇、城区）包括：若镇、拉克鲁瓦圣旺、勒默。
阿尔芒库尔的时区为UTC+01:00、UTC+02:00（夏令时）。

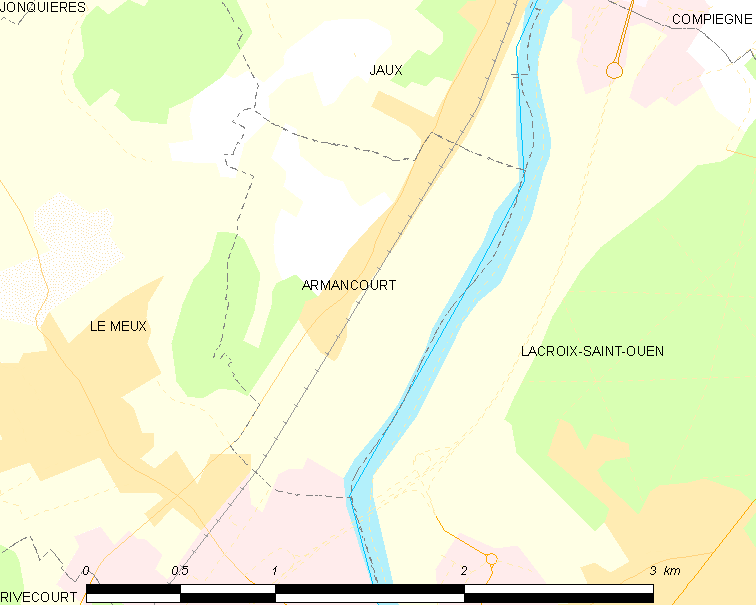
阿尔芒库尔的OSM定位图

## 行政
阿尔芒库尔的邮政编码为60880，INSEE市镇编码为60023。

## 政治
阿尔芒库尔所属的省级选区为贡比涅第二县。

## 人口

1962-2008年间阿尔芒库尔人口变化图示

阿尔芒库尔于2022年1月1日时的人口数量为531人。